# Distrito de Colombo
El distrito de Colombo (en cingalés: කොළඹ දිස්ත්‍රික්කය kol̠am̆ba distrikkaya, en tamil: கொழும்பு மாவட்டம் Koḻumpu Māvaṭṭam) es un distrito de la provincia de Basnahira Palata al oeste de Sri Lanka, siendo el más pequeño del país. Tiene una extensión de 699 km².
La capital comercial Colombo, y la capital política Sri Jayawardenapura Kotte de Sri Lanka se encuentran ubicadas en el distrito. Dentro del distrito también se encuentra la ciudad de Battaramulla.

## Historia
El Distrito de Colombo fue parte del precolonial Reino de Kotte. El distrito estuvo bajo la sucesiva dominación portuguesa, holandesa y británica. En 1815 los británicos ganaron la supremacía sobre toda la isla de Ceilán. Dividiéndola en tres estructuras administrativas basadas en los grupos étnicos predominantes: Bajo condado cingalés (el Distrito fue parte de la administración de este condado), cingalés kandyano y tamiles. En 1833, de acuerdo con las recomendaciones de la Comisión Colebrooke–Cameron, las estructuras administrativas se unificaron en una sola administración dividida en cinco provincias geográficas. El Distrito de Colombo, junto con Kalutara, Puttalam, Siete Korales (actual Distrito de Kurunegala), Tres Korales, Cuatro Korales y el bajo Bulatgama (actual Distrito de Kegalle) formaron parte de la nueva Provincia Occidental. En el momento en que Ceilán obtuvo su independencia, Colombo fue uno de los dos distritos ubicados en esta Provincia. Partes del distrito fueron trasladados al recién creado Distrito de Gampaha, en septiembre de 1978.

## Galería

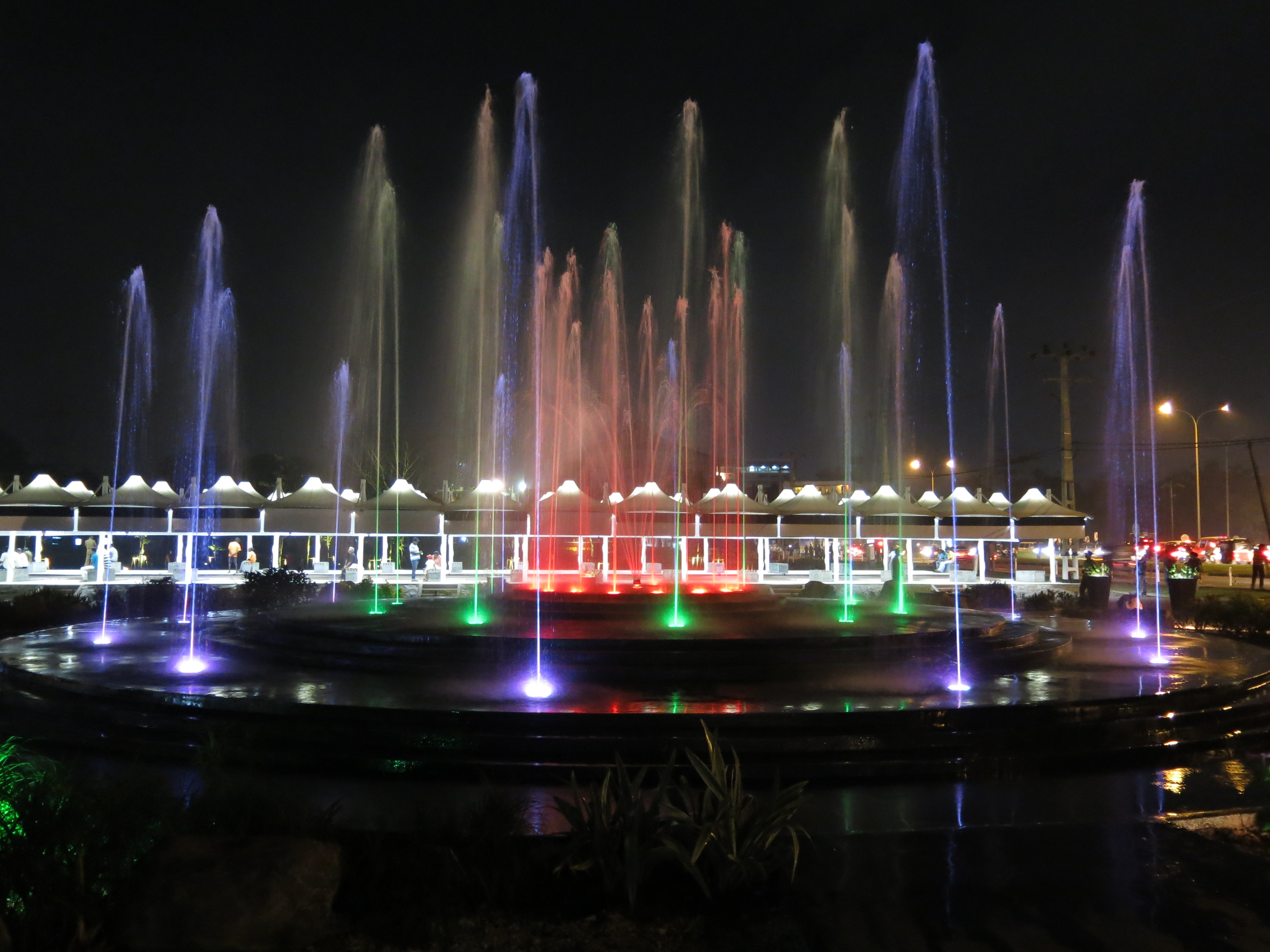
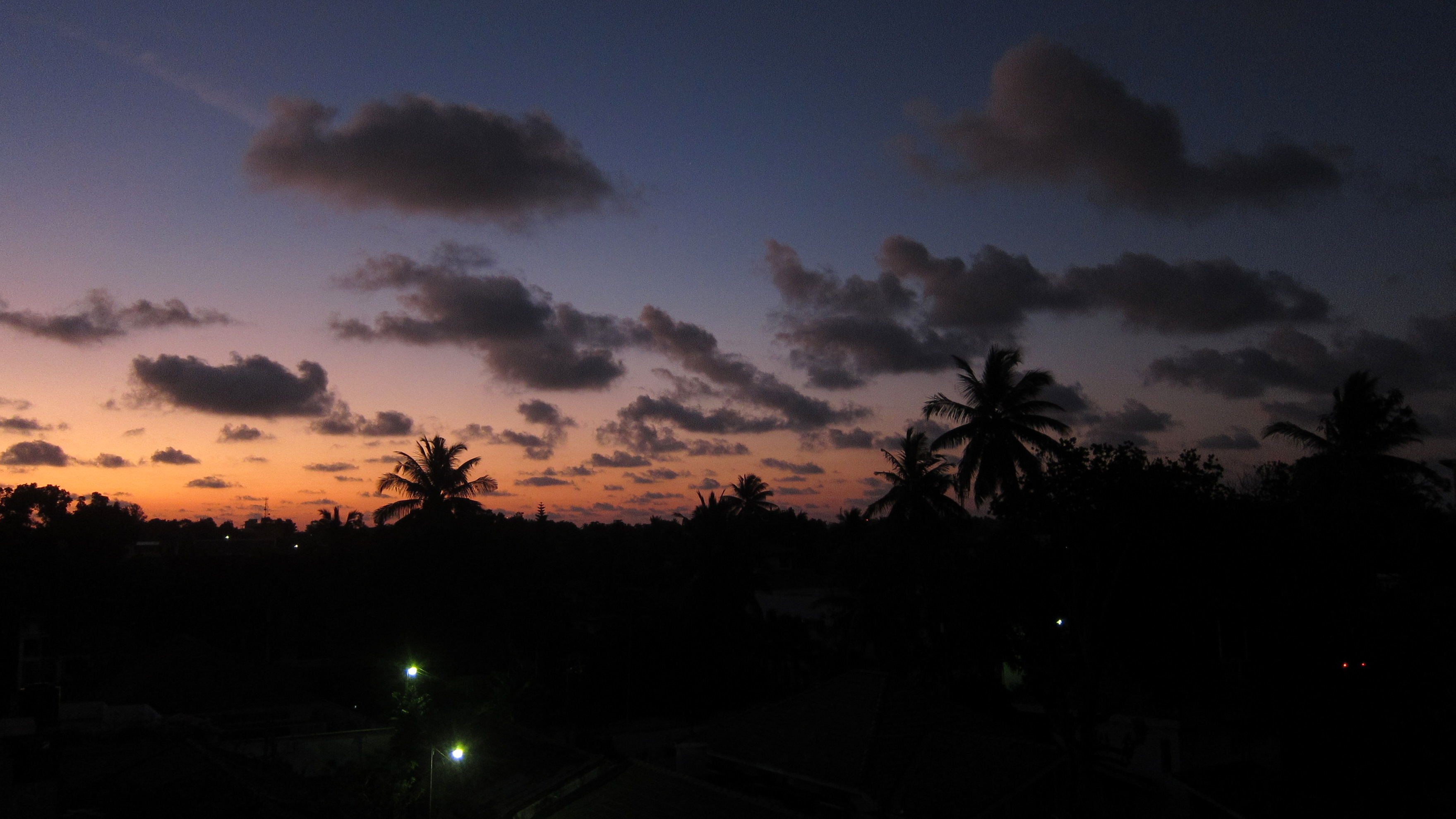
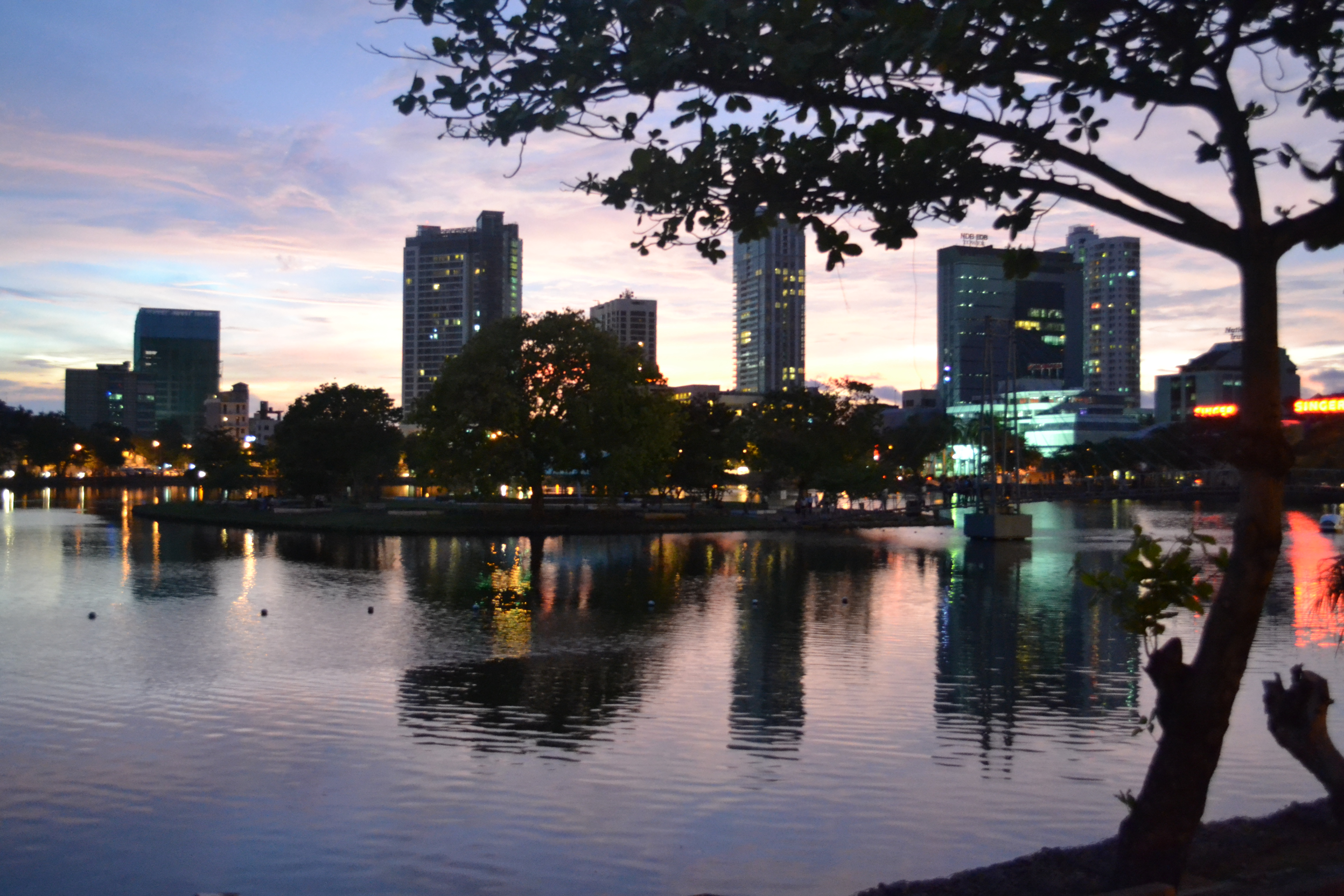
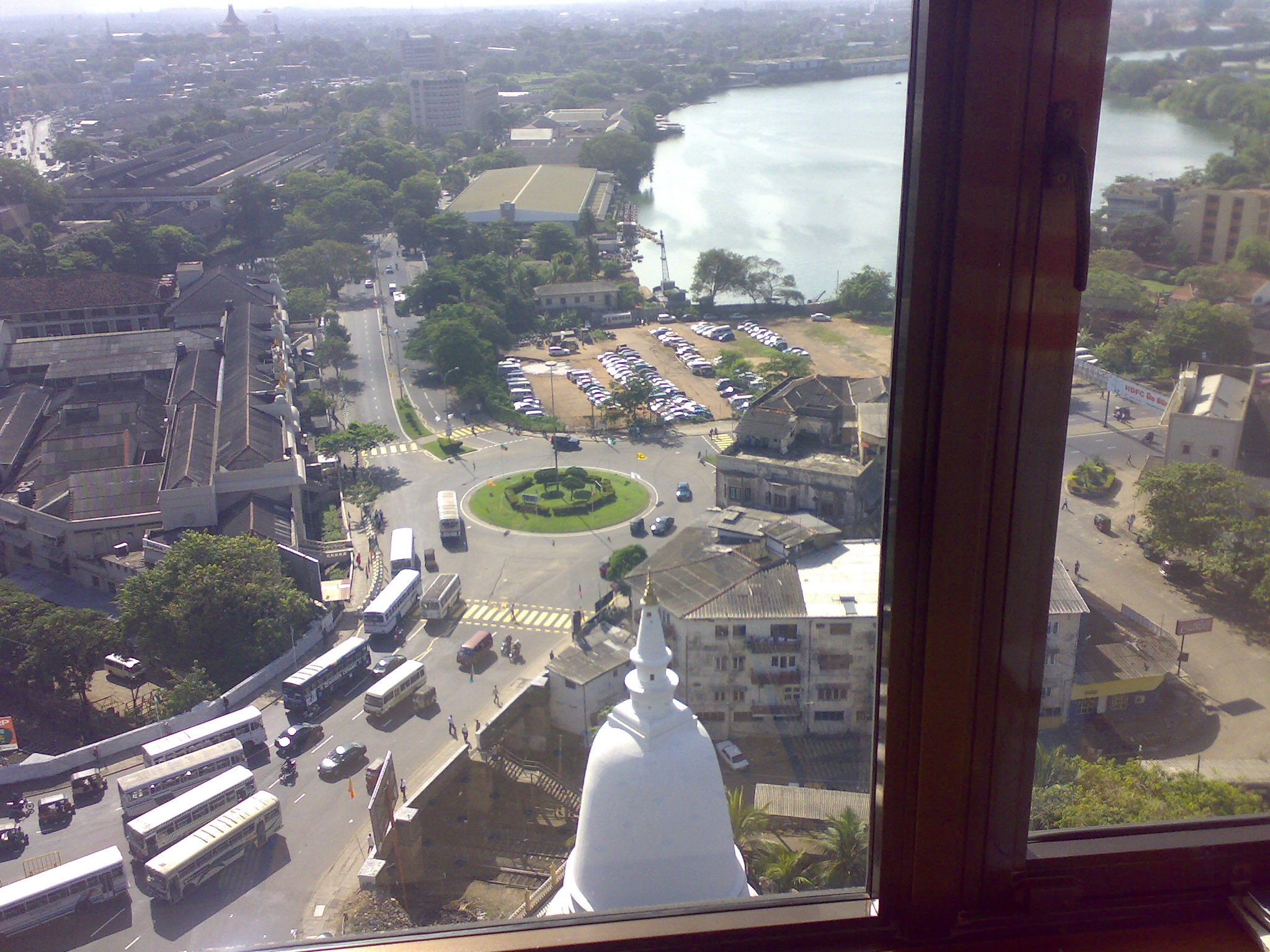